# Miron Poljakin
Miron Borisovič Poljakin (Čerkasy, 12 febbraio 1895 – Mosca, 21 maggio 1941) è stato un violinista e docente russo e sovietico.

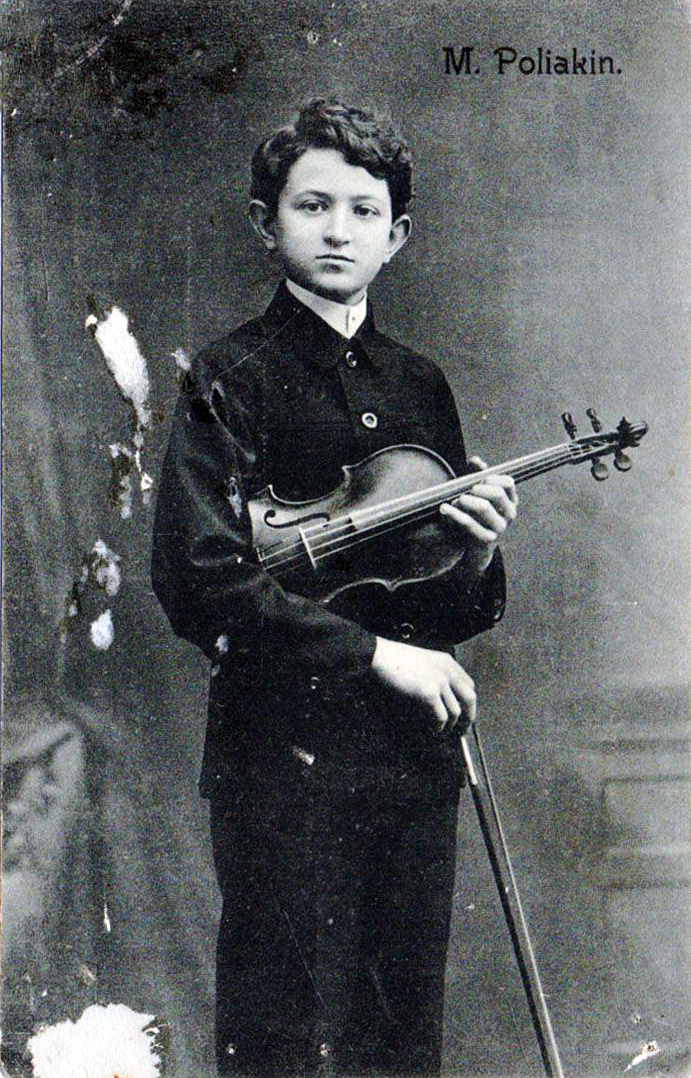
Miron Poljakin prima del 1917

Fu uno dei discepoli prediletti di Leopold Auer. 

## Biografia
Miron Borisovič Poljakin (Мирон Борисович Полякин) ha iniziato a studiare il violino col padre. Dal 1902 al 1908 studiò alla Scuola di musica di Kiev con Elena Nikolaevna Vonsovskaya, un’allieva di Ferdinand Laub. Dal 1908 la famiglia prese la decisione di trasferirsi a San Pietroburgo, per permettere a Miron di continuare gli studi con Leopold Auer al Conservatorio. Già a quell’epoca Poljakin aveva una tecnica molto avanzata. Tuttavia, secondo Schwarz, dovette prima subire il solito “condizionamento” di un assistente di Auer, nel suo caso Ioannes Nalbandyan (1871-1942). Presto, Auer consente al giovane artista di fare una serie di tour. Le esibizioni pubbliche contribuirono alla sua rapida crescita artistica. Poljakin rimase ufficialmente nella classe di Auer fino al 1917, senza terminare il Conservatorio, per evitare di essere reclutato nell'esercito; era in corso la Prima Guerra Mondiale ma in Russia era appena scoppiata la Rivoluzione Russa. 
Nel 1918 Poljakin ricevette una serie di inviti per effettuare tournée all’estero e il 27 febbraio 1922 debuttò alla Town Hall di New York.  Contrariamente a quanto preannunciato all’inizio della tournée internazionale, il successo non continuò negli anni successivi - la competizione negli Stati Uniti era agguerrita - e nel 1926 Poljakin prese la decisione di tornare in Unione Sovietica. Al suo rientro gli fu offerta la cattedra al Conservatorio di Leningrado (1926-1936).  
Si trasferì poi a Mosca, dove fu professore al Conservatorio (1936-1941). Miron Poljakin fu anche coinvolto nel famoso film “Il Concerto di Beethoven” . Per la colonna sonora fu utilizzata una sua incisione del Concerto di Beethoven con la cadenza appositamente scritta da Isaak Dunaevskij. 
Heinrich Neuhaus fu il suo partner privilegiato nel repertorio sonatistico per pianoforte e violino. Con i colleghi del Conservatorio di Mosca, fra i quali Abram Il'ič Jampol'skij (1890-1956) e Jurij Jankelevič (1909-1973), Poljakin formò una generazione di violinisti che hanno dominato gli annali dei concerti e dei concorsi in Russia e all’estero. Fra i suoi studenti spiccano Elizaveta Gilel's, Marina Kozolupova e Michail Fichtengol'c. Poljakin mancò il 21 maggio 1941 a Mosca. È sepolto nel Cimitero di Novodevičij.

## Scritti
- Concerto Study for Finger Development, in Frederick H. Martens, String Mastery, New York, F.A. Stokes, 1923, pp. 136-139